# Roquefort-la-Bédoule
Roquefort-la-Bédoule település Franciaországban, Bouches-du-Rhône megyében. Lakosainak száma 5784 fő (2022. január 1.). Roquefort-la-Bédoule Aubagne, Cassis, Ceyreste, Cuges-les-Pins, Gémenos, Carnoux-en-Provence, La Cadière-d’Azur és Le Castellet községekkel határos.

## Népesség
A település népessége az elmúlt években az alábbi módon változott:
| Lakosok száma | 1770 | 3355 | 4162 | 5016 | 5321 | 5528 | 5688 | 6015 | 5937 | 5784 |
|               | 1968 | 1982 | 1990 | 2006 | 2013 | 2015 | 2017 | 2019 | 2020 | 2022 |